# Заозерье (посёлок, Коми)
Заозерье — село в Сысольском районе Республики Коми. Административный центр сельского поселения Заозерье. 

## География
Село находится на расстоянии 22 км к юго-востоку от села Визинга, административного центра района.

### Часовой пояс
Село Заозерье, как и вся Республика Коми, находится в часовой зоне МСК (московское время). Смещение применяемого времени относительно UTC составляет +3:00.

## Население
| 1989 | 2002 | 2010 |
| ---- | ---- | ---- |
| 1175 | ↘744 | ↘466 |

## Улицы
| - ул. Деповская, - ул. Железнодорожная, - ул. Заозёрная, - ул. Лесная, | - ул. Набережная, - ул. Пионерская, - ул. Пушкина, - ул. Рабочая, | - ул. Советская, - ул. Турубанова, - ул. Центральная. |